# SH903i
FOMA SH903i（フォーマ・エスエイチ きゅう まる さん アイ）は、シャープによって開発された、NTTドコモの第三世代携帯電話 (FOMA) 端末である。

## 概要
フォルムは前々代のSH902iに近い、2軸回転式を採用している。メインカメラはオートフォーカスに対応し、約320万画素のCCDを搭載する。テレビ電話用のサブカメラは約11万画素CMOSである。iモーションはH.264コーデックにも対応した。外部メモリーはmicroSD（2GBまで・ドコモ発表）に対応。また、高速赤外線通信規格 IrSimple にも対応している。Windows Media Audio 形式の音楽ファイル再生に対応、またデジタル著作権管理 (Digital Rights Management) に対応している事により、Napster 等の有料音楽配信サイトの利用も出来る。利用に関しては、別売の USBケーブル、Windows XP 及び Windows Vista 対応パソコン、Windows Media Player 10以上が必要である。2007年12月31日まで、Napsterを2週間無料で使えるキャンペーンを行っていた。
この端末のボタンは青色に光り、設定によって明るい場所では光らないようにすることもできる。また、メインディスプレイの明るさを周りの明るさに合わせて、自動的に調光できるようにもなっている。
iアプリは903i共通でプリインストールされるGガイド番組表リモコン、デコメ絵文字ポケット、DCMX、iDの他、NAVITIME for SH（90日体験版）、モンスターハンターi for SHをプリインストールしている。
FOMA 903i シリーズ共通の機能として、着うたフル、GPS、iアプリ、iC通信、ICカードによる認証、3Gローミング (WORLD WING) に対応した。
| 主な対応サービス           | 主な対応サービス                    | 主な対応サービス         | 主な対応サービス                                     |
| -------------------------- | ----------------------------------- | ------------------------ | ---------------------------------------------------- |
| DCMX／おサイフケータイ     | うた・ホーダイ                      | 着うたフル／着うた       | デジタルオーディオプレーヤー(WMA)(AAC)(SDオーディオ) |
| 直感ゲーム／メガiアプリ    | Music&Videoチャネル／ビデオクリップ | 3Gローミング             | プッシュトーク                                       |
| FOMAハイスピード           | GPS／ケータイお探し                 | デコメール／デコメ絵文字 | iチャネル                                            |
| 着もじ                     | テレビ電話／キャラ電                | 電話帳お預かりサービス   | フルブラウザ                                         |
| おまかせロック／バイオ認証 | 外部メモリー／iモードコンテンツ移行 | トルカ                   | iC通信／iCお引越しサービス                           |
| きせかえツール／マチキャラ | バーコードリーダ／名刺リーダ        | 2in1                     | エリアメール                                         |

## 歴史
- 2006年8月1日：電気通信端末機器審査協会 (JATE) 通過。
- 2006年8月8日：技術基準適合証明 (TELEC) 通過。
- 2006年10月12日: D903i・D903iTV・F903i・F903iX HIGH-SPEED・N903i・N902iL・P903i・P903iTV・P903iX HIGH-SPEED・SH903i・SH903iTV・SO903i・SIMPURE L1・SIMPURE N1の開発発表。
- 2006年10月24日:発売開始。
- 2006年12月15日:ソフトウェア更新。
- 2007年4月9日:ソフトウェア更新。
- 2008年6月23日:ソフトウェア更新。
- 2013年6月:修理受付を終了。

## 不具合
- 2006年12月15日:以下の2点がソフトウェア更新で修正された。
  - メール受信完了画面をFlash にしている場合、メール着信音を着うたや着うたフルにしているメールアドレスから受信した直後に開くと再起動する。
  - D903iおよびF903iから撮影後、そのままの状態でメールに添付された写真が表示されない。過去に送られ表示されなかった写真もこの更新で表示可能になっている。
- 2007年4月9日:以下の1点がソフトウェア更新で修正された。
  - 3件のデータが登録された電話帳において、電話帳検索を行い3件目の電話番号を選択すると、登録状態によっては待受け画面に戻ったり再起動をする。
- 2008年6月23日:以下の1点がソフトウェア更新で修正された。
  - iアプリ利用時（ただしiアプリDX以外）に、GPS測位情報が通知できてしまう場合がある。